# MLB All-Star Game 1976
MLB All-Star Game 1976 – 47. Mecz Gwiazd ligi MLB, który odbył się 13 lipca 1976 roku na Veterans Stadium w Filadelfii. Mecz zakończył się zwycięstwem National League All-Stars 7–1. Spotkanie obejrzało 63 974 widzów. Najbardziej wartościowym zawodnikiem został wybrany środkowozapolowy George Foster z Cincinnati Reds, który zdobył home runa i zaliczył 3 RBI.

## Wyjściowe składy
| American League | American League | American League | American League | National League | National League | National League | National League |
| #               | Zawodnik        | Klub            | Pozycja         | #               | Zawodnik        | Klub            | Pozycja         |
| --------------- | --------------- | --------------- | --------------- | --------------- | --------------- | --------------- | --------------- |
| 1               | Ron LeFlore     | Tigers          | LF              | 1               | Pete Rose       | Reds            | 3B              |
| 2               | Rod Carew       | Twins           | 1B              | 2               | Steve Garvey    | Dodgers         | 1B              |
| 3               | George Brett    | Royals          | 3B              | 3               | Joe Morgan      | Reds            | 2B              |
| 4               | Thurman Munson  | Yankees         | C               | 4               | George Foster   | Reds            | CF              |
| 5               | Fred Lynn       | Red Sox         | CF              | 5               | Greg Luzinski   | Phillies        | LF              |
| 6               | Toby Harrah     | Rangers         | SS              | 6               | Johnny Bench    | Reds            | C               |
| 7               | Rusty Staub     | Tigers          | RF              | 7               | Dave Kingman    | Mets            | RF              |
| 8               | Bobby Grich     | Orioles         | 2B              | 8               | Dave Concepción | Reds            | SS              |
| 9               | Mark Fidrych    | Tigers          | P               | 9               | Randy Jones     | Padres          | P               |

| American League                                                                                                   | 0 | 0 | 0 | 1 | 0 | 0 | 0 | 0 | 0 | 1 | 5  | 0 |
| National League                                                                                                   | 2 | 0 | 2 | 0 | 0 | 0 | 0 | 3 | X | 7 | 10 | 0 |
| WP: Randy Jones (1–0) LP: Mark Fidrych (0–1) Home runy: AL: Fred Lynn (1) NL: George Foster (1), César Cedeño (1) |   |   |   |   |   |   |   |   |   |   |    |   |

## Składy
| Miotacze - Ken Forsch (1) - Woodie Fryman (2) - Rich Gossage (2) - Randy Jones (2) - Jon Matlack (3) - Andy Messersmith (4) - John Montefusco (1) - Rick Rhoden (1) - Dick Ruthven (1) - Tom Seaver (9) Łapacze - Johnny Bench (9) - Bob Boone (1) - Steve Swisher (1) |  | Wewnątrzpolowi - Larry Bowa (3) - Dave Cash (3) - Ron Cey (3) - Steve Garvey (3) - Joe Morgan (7) - Tony Pérez (7) - Pete Rose (10) - Bill Russell (2) - Mike Schmidt (2) Zapolowi - César Cedeño (4) - Dave Concepción (3) - George Foster (1) - Ken Griffey Sr. (1) - Dave Kingman (1) - Greg Luzinski (2) - Bake McBride (1) - Al Oliver (3) |  | Menadżer - Sparky Anderson Trenerzy - John McNamara - Danny Ozark Honorowy kapitan - Robin Roberts |

| Miotacze - Mark Fidrych (1) - Rollie Fingers (4) - Rich Gossage (2) - Catfish Hunter (8) - Dave LaRoche (1) - Sparky Lyle (2) - Frank Tanana (1) - Luis Tiant (3) - Bill Travers (1) Łapacze - Carlton Fisk (4) - Thurman Munson (5) - Butch Wynegar (1) |  | Wewnątrzpolowi - Mark Belanger (1) - George Brett (1) - Rod Carew (10) - Chris Chambliss (1) - Phil Garner (1) - Bobby Grich (3) - Toby Harrah (3) - Don Money (2) - Freddie Patek (2) - Willie Randolph (1) Zapolowi - Ron LeFlore (1) - Fred Lynn (2) - Hal McRae (2) - Amos Otis (5) - Mickey Rivers (1) - Rusty Staub (6) - Carl Yastrzemski (13) |  | Menadżer - Darrell Johnson Trenerzy - Gene Mauch - Frank Robinson Honorowy kapitan - Bob Lemon |

- W nawiasie podano liczbę powołań do All-Star Game.